# 김성규 (헌병)
김성규(金聖奎, 1891년 6월 7일~1919년 3월 4일)는 3·1 운동 때 평안남도 강서군의 만세 시위 군중에게 발포했다가 시위대에게 살해된 일제강점기의 친일 헌병보조원으로, 원적지는 조선 시대 평안도 강서군 강서면이고, 본관은 수안이다.

## 생애
1910년 8월 14일 데라우치 마사타케 대한제국 조선 주재 일본국 통감 예하 통감부 헌병보조원이 되면서 이후 1910년 9월 24일, 조선총독부 평양헌병대 평양헌병분대에 편입되었다. 평안남도 대동군에서 장이 열린 1919년 3월 4일, 사흘 전 경성부에서 있었던 민족대표 33인의 기미독립선언서 낭독과 탑골 공원 시위의 후속 움직임으로 기독교 계열을 중심으로 한 만세 시위가 벌어졌다.
이때 사천헌병주재소의 일본인 소장 사토 지쓰고로(일본어: 佐藤實五郞)가 휘하의 조선인 헌병보조원들인 김성규와 강병일, 박요섭을 대동하고 행진하는 시위대를 향해 발포하여 현경묵 등 시위 참가자 수십명이 사망하는 사태가 빚어졌다. 김성규 등 헌병보조원 세 명은 사토와 함께 그 자리에서 분노한 시위대에게 살해되었다.
이때 살해된 조선인 헌병보조원 세 사람은 9월 11일 일본 정부로부터 시위 진압의 공적을 인정받아 욱일장 훈8등 백색동엽장의 서훈이 추서되었다. 사망한 조선인 헌병보조원 가운데 가장 연장자였던 김성규는 1912년에 한국병합기념장을 받은 기록도 있다.
2006년 친일반민족행위진상규명위원회에서 발표한 친일반민족행위 106인 명단에 포함되었다. 2008년 발표된 민족문제연구소의 친일인명사전 수록예정자 명단에도 들어 있다.

## 같이 보기
- 3·1 운동 : 평남 강서군 사천장터 시위
- 강병일
- 박요섭

## 참고자료
- 친일반민족행위진상규명위원회 (2006년 12월). 〈김성규 (金聖奎)〉 (PDF). 《2006년도 조사보고서 II - 친일반민족행위결정이유서》. 서울. 552~555쪽쪽. 발간등록번호 11-1560010-0000002-10. 2007년 9월 26일에 원본 문서 (PDF)에서 보존된 문서. 2007년 6월 18일에 확인함.